# Miguel de Cervantes
Vous lisez un « bon article » labellisé en 2012.
Pour les articles homonymes, voir Cervantes (homonymie) et Saavedra.
« Cervantes » redirige ici. Pour les autres significations, voir Cervantes (homonymie).
Miguel de Cervantes, autrefois francisé en Michel de Cervantès (de son nom complet Miguel de Cervantes Saavedra [miˈɣel de θeɾˈβantes saaˈβeðɾa]), né le 29 septembre 1547 à Alcalá de Henares et enterré le 23 avril 1616 à Madrid, est un romancier, poète et dramaturge espagnol. Il est célèbre pour son roman L’Ingénieux Hidalgo Don Quichotte de la Manche, publié en 1605 et reconnu comme le premier roman moderne.
Cervantes mène d'abord une vie aventureuse de soldat et participe à la bataille de Lépante en 1571, où il perd l'usage de la main gauche. Cette main paralysée lui vaut le surnom de « Manchot de Lépante ». Il a alors 24 ans. Le 26 septembre 1575, à son retour vers l'Espagne, il est capturé par le barbaresque Mami Arnaute avec son frère, Rodrigo, et, malgré quatre tentatives d'évasion, il reste captif à Alger. En 1580, il est racheté par les Trinitaires en même temps que d'autres prisonniers espagnols et regagne son pays.
Marié, séparé de son épouse et occupant diverses fonctions, il se lance alors dans l'écriture par le roman pastoral La Galatea en 1585. En 1605, il publie la première partie de ce qui reste comme son chef-d'œuvre : L'ingénieux Hidalgo Don Quichotte de la Manche dont la deuxième partie ne paraît qu'en 1615. Sa parodie grandiose des romans de chevalerie et la création des personnages mythiques de Don Quichotte, Sancho Panza et Dulcinée, ont fait de Cervantes la plus grande figure de la littérature espagnole et l'un des romanciers les plus éminents du monde. Son roman Don Quichotte a été traduit dans plus de 140 langues et dialectes et fait partie des livres les plus traduits au monde,,.
Ses premières œuvres théâtrales, peu appréciées de son vivant, ont pourtant donné lieu à de nombreuses imitations. En particulier, la tragédie en vers Le Siège de Numance, écrite de 1581 à 1583, a connu entre 1600 et 1813 cinq imitations sous des titres divers et a inspiré à Lope de Vega La Sainte Ligue.

## Biographie
Les informations sur la vie de Cervantes sont souvent contradictoires et difficiles à rassembler. Parce que, selon Émile Chasles : « On le laissa mourir en 1616 dans le silence (…). Pendant toute la durée du XVIIe siècle, personne ne s'occupa de son tombeau ni de la publication complète de ses ouvrages. » On ignorait encore son lieu de naissance cent ans après sa mort, avant que Lord Carteret découvre que la vie de Cervantès était à écrire. Mais beaucoup de biographes qui s'y sont essayés ont émis des hypothèses fausses, les traducteurs ont usé de supercheries, et des naïfs ont pris au pied de la lettre les récits autobiographiques de l'auteur.

### Enfance

#### Naissance

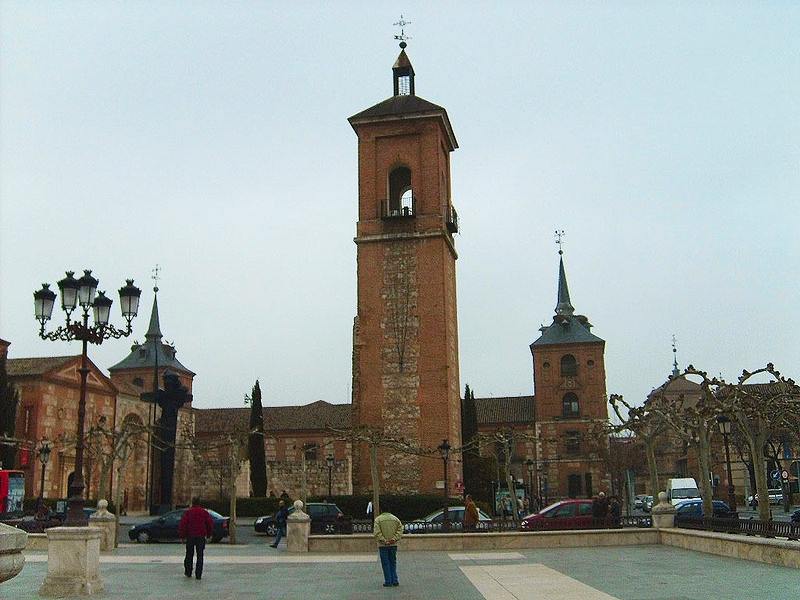
Église où il fut baptisé, Alcala de Henares

Le lieu de naissance de Miguel de Cervantes reste inconnu, même s'il naquit le plus probablement à Alcalá de Henares, en Espagne. Selon son acte de baptême, c'est en effet dans cette ville qu'il fut baptisé, et c'est également ce lieu de naissance qu'il revendiqua dans son Información de Argel (Information d'Alger), ouvrage publié en 1580. Le jour exact de sa naissance est également incertain, mais étant donné la tradition espagnole de nommer son enfant d'après le nom du Saint du jour, il est probable que ce fut un 29 septembre, jour de célébration de l'archange saint Michel. Miguel de Cervantes fut donc baptisé à Alcalá de Henares le 9 octobre 1547 dans la paroisse de Santa María la Mayor. Dans l'acte de baptême on lit :

« Dimanche, neuvième jour du mois d'octobre, année du Seigneur mille cinq cent quarante-sept, fut baptisé Miguel, fils de Rodrigo de Cervantes et de sa femme Leonora. Il fut baptisé par le révérend Bartolomé Serrano, curé de Notre Seigneur. Témoins, Baltasar Vázquez, Sacristain, et moi, qui le baptisai et signai de mon nom. Bachelier Serrano. »

— D'après Fernández Álvarez

#### Famille et parenté

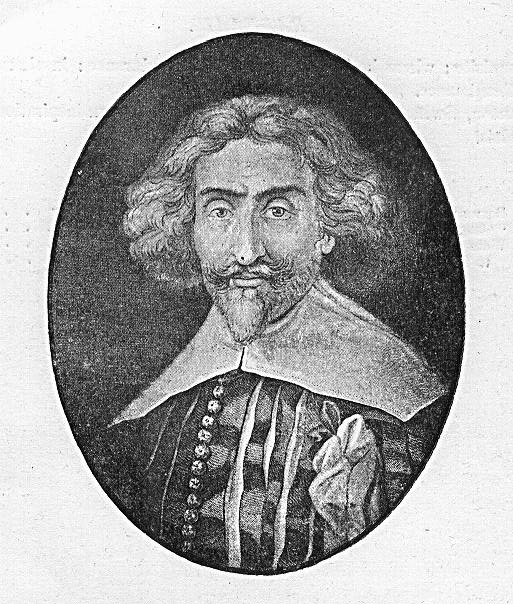
Miguel de Cervantes Saavedra

Ses grands-parents paternels étaient Juan de Cervantes, juriste, et madame Leonor de Torreblanca, fille de Juan Luis de Torreblanca, un médecin cordouan. Son père, Rodrigo de Cervantes (1509-1585), apothicaire-chirurgien. D'après Jean Babelon : « c'était un médecin mal qualifié, et besogneux, qui exerçait son métier au cours de ses fréquentes errances », ce qui expliquerait que Miguel reçut une éducation assez peu méthodique, naquit[Qui ?] à Alcalá de Henares.

L'origine et la religion de ses ancêtres sont controversées. Cervantes avait des ancêtres nouveaux chrétiens dans les deux branches de sa famille, selon Américo Castro et Daniel Eisenberg. Jean Canavaggio s'oppose à cette analyse. Il insiste sur le fait que cette ascendance juive « n'est pas prouvée » et compare Cervantès à Mateo Alemán pour qui les origines sont documentées. Cependant, en Espagne, la controverse dépasse le cadre historique et prend un tour éminemment politique : la naissance de Cervantes, écrivain le plus emblématique d'Espagne, intervient peu après le décret d'expulsion des Juifs d'Espagne. Il ne faut cependant pas en exagérer l'influence sur l'interprétation de l'œuvre de Cervantes : 

« On l'a soupçonné, on le soupçonne toujours, d'avoir des origines suspectes. On a même écrit des livres spécieux, truffés d'interprétations cabalistiques. On a lu en hébreu certains de ses propos, vu des allusions bibliques, alors qu'on est à tout le moins assuré d'une chose : serait-il d'origine marrane, Cervantès ne connaissait pas un mot d'hébreu. »

— Michel del Castillo.
Peu de choses sont connues sur la mère de Miguel de Cervantes. Elle s'appelait Leonora de Cortinas Sánchez et il est possible qu'elle eût parmi ses ascendants des convertis au christianisme. Miguel était le troisième d'une fratrie de cinq : Andrés (1543), Andrea (1544), Luisa (1546), qui devint prieure dans un couvent de carmélites, Rodrigo (1550), soldat qui accompagna Miguel dans sa captivité à Alger. Magdalena (1554) et Juan ne furent connus que parce que leur père les mentionna dans son testament, ils moururent en bas âge.
Alors que le nom complet de Cervantes est Miguel de Cervantes Saavedra, le nom Saavedra n'apparut sur aucun document de la jeunesse de Cervantès, et ne fut pas utilisé par ses frères et sœurs. Selon la tradition espagnole, le nom de naissance est Miguel de Cervantes Cortinas. Miguel ne commença à utiliser le nom « Saavedra » qu'après son retour de captivité d'Alger, peut-être pour se différencier d'un certain Miguel de Cervantes Cortinas expulsé de la cour.
Vers 1551, Rodrigo de Cervantes déménagea avec sa famille à Valladolid. Il fut emprisonné pour dettes pendant quelques mois et ses biens furent confisqués. En 1556 la famille est à Madrid, le père se rendit à Cordoue pour recevoir l'héritage de Juan de Cervantes, grand-père de l'écrivain, et pour fuir ses créanciers.

#### Études
Il n'existe pas de données précises sur les études de Miguel de Cervantes. Il est probable que celui-ci n'atteignit jamais un niveau universitaire. Valladolid, Cordoue et Séville se trouvent parmi les hypothèses de lieux possibles pour ses études. La Compagnie de Jésus constitue une autre piste puisque dans son roman Le Colloque des chiens, il décrit un collège de jésuites et fait allusion à une vie d'étudiant. Jean Babelon pense qu'il a certainement fréquenté l'université d'Alcalá et celle de Salamanque si l'on se fie à ses écrits sur la vie pittoresque des étudiants. Les informations qu'il fournit dans ses ouvrages ne permettent cependant pas de conclure formellement qu'il suivit un enseignement universitaire, comme le rappelle Jean Canavaggio.
En 1566, il s'installa à Madrid. Il assista à l’Estudio de la Villa. L'institution était gérée par le professeur de grammaire Juan López de Hoyos, qui publia en 1569 un livre sur la maladie et la mort de la reine Élisabeth de Valois, la troisième épouse du roi Philippe II. López de Hoyos inclut dans ce livre trois poésies de Cervantès, « notre cher et aimé disciple », qui sont ses premières manifestations littéraires : le jeune homme avait écrit ces vers en hommage à la défunte reine.
Ce fut à cette époque que Cervantes prit goût au théâtre en assistant aux représentations de Lope de Rueda et de Bartolomé Torres Naharro dont les pièces étaient jouées dans les villes et les villages par des comédiens ambulants. Il adorait le monde du théâtre et fit déclarer à son célèbre Hidalgo, dans la seconde partie de son chef-d'œuvre Don Quichotte de la Manche : « il n'avait d'yeux que pour le spectacle ».

### Voyage en Italie et bataille de Lépante

La bataille de Lépante

Une ordonnance de Philippe II de 1569 a été conservée. Le roi y ordonnait d'arrêter Miguel de Cervantès, accusé d'avoir blessé dans un duel un certain Antonio Sigura, maître d'œuvre. Si cette ordonnance concerna réellement Cervantès et non un homonyme, elle pourrait expliquer sa fuite en Italie.
Miguel de Cervantes arriva à Rome en décembre 1569. Il lut alors les poèmes de chevalerie de Ludovico Ariosto et les Dialogues d'amour du juif séfarade León Hebreo (Juda Abravanel), d'inspiration néoplatonicienne et qui influencèrent sa vision de l'amour. Cervantès s'instruisit du style et des arts italiens dont il garda par la suite un très agréable souvenir.
Mais malgré son goût pour la littérature, Cervantès cherchait d'abord à faire carrière dans les armes. Il s'engagea dans une compagnie de soldats de 1570 à 1574, avant d'entrer comme camérier au service de Giulio Acquaviva, qui devint cardinal en 1570 et qu'il suivit en Italie. Il avait probablement rencontré ce cardinal à Madrid, mais ce dernier ne le garda pas longtemps comme secrétaire, et Cervantès dut prendre rang dans les régiments des tercios d'Italie, à la solde des Colonna. Les hasards de la vie militaire l'entraînèrent sur les routes de toute l'Italie : Naples, Messine, Loreto, Venise, Ancône, Plaisance, Parme, Asti et Ferrare. Il consigna par la suite le souvenir de ces différents séjours dans l'une de ses Nouvelles exemplaires : Le Licencié Vidriera. Il lui arrivait de méditer sur la guerre, et de vitupérer la « diabolique invention de l'artillerie ». Mais tout en combattant, il complétait son éducation littéraire par la lecture des classiques anciens et des auteurs italiens de son époque.
En 1570, le sultan Selim II attaqua Nicosie (Chypre). Cervantès décrit l’événement dans la nouvelle L'Amant libéral qui fait partie des Nouvelles exemplaires. Il fut alors enrôlé dans la compagnie du capitaine Diego de Urbina dans le tercio de Manuel de Moncada. La flotte, commandée par Don Juan d'Autriche, fils naturel du puissant Charles Quint et demi-frère du roi, réunit sous son pavillon les vaisseaux du Pape, ceux de Venise, et ceux de l'Espagne, et engagea la bataille de Lépante le 7 octobre 1571. Cervantès prit part à la victoire sur les Turcs dans le golfe de Patras à bord du bateau la Marquesa (la Marquise). Dans une information légale élaborée huit ans plus tard on lisait :

« Quand fut reconnue l'armée du Turc, dans cette bataille navale, ce Miguel de Cervantes se trouvait mal et avec de la fièvre, et ce capitaine... et ses amis lui dirent, comme il était malade et qu'il avait de la fièvre, qu'il restât en bas dans la cabine de la galère ; il se demanda alors ce que l'on dirait de lui, et qu'il ne faisait pas ce qu'il devait, et qu'il préférait mieux mourir en se battant pour Dieu et pour son roi, que ne pas mourir sous couverture, et avec sa santé... Et il se battit comme un vaillant soldat contre ces Turcs dans cette bataille au canon, comme son capitaine lui a demandé et ordonné, avec d'autres soldats. Une fois la bataille terminée, quand le seigneur don Juan sut et entendit comment et combien s'était battu ce Miguel de Cervantès, il lui donna quatre ducats de plus sur sa paye...  De cette bataille navale il sortit blessé de deux coups d'arquebuse dans la poitrine et à une main, de laquelle il resta abîmé. »

Ce fut après cette bataille qu'il gagna le surnom de « manchot de Lépante » (el manco de Lepanto). Cervantès fut blessé lors de la bataille : sa main gauche ne fut pas coupée, mais elle perdit son autonomie de mouvement à cause du plomb qui lui avait sectionné un nerf. Après six mois d'hôpital à Messine, Cervantès renoua avec sa vie militaire en 1572. Il prit part aux expéditions navales de Navarin (1572), Corfou, Bizerte, et en 1573, il figurait dans le tercio de Figueroa lors de la bataille de Tunis. Toutes ces missions furent exécutées sous les ordres du capitaine Manuel Ponce de León et dans le régiment du très fameux Lope de Figueroa dont il est fait mention dans Le maire de Zalamea de Pedro Calderón de la Barca.
Cervantès décrivit tous les combats navals auxquels il avait pris part et pour lesquels il gardait une juste rancœur. À tous ceux qui se moquaient de lui il répondait :

« Comme si mon état de manchot avait été contracté dans quelque taverne, et non dans la plus grande affaire qu'aient vu les siècles passés, et présent, et que puissent voir les siècles à venir, ! »

Plus tard, il parcourut les villes principales de Sicile et Sardaigne, de Gênes et de la Lombardie. Il resta finalement deux ans à Naples, jusqu'en 1575. Cervantès était très fier d'avoir participé à la bataille de Lépante.

### Captivité à Alger

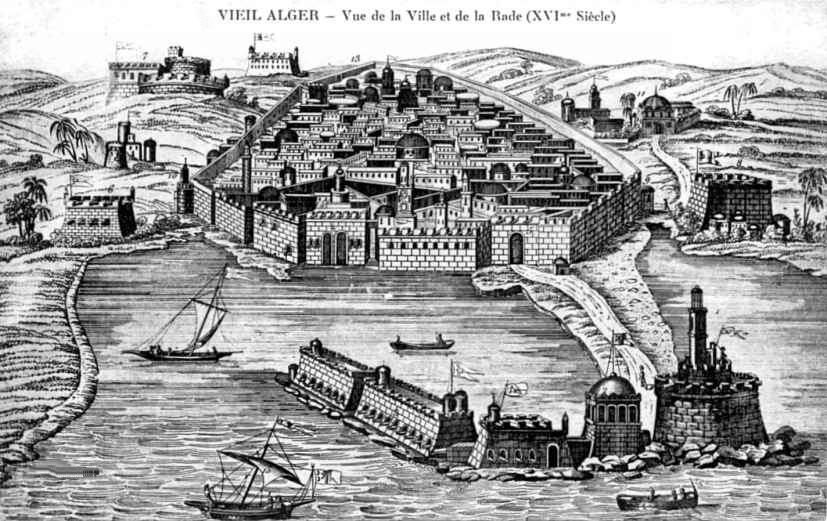
Plan d'Alger au XVIe siècle

Le 20 septembre 1575, Cervantes bénéficia d'un congé et il s'embarqua de Naples pour l'Espagne. Mais au large des côtes catalanes,, et alors qu'il naviguait à bord de la galère espagnole El Sol, le bateau fut attaqué par trois navires turcs commandés par le renégat albanais Arnaute Mamí, le 26 septembre 1575. Miguel et son frère Rodrigo furent emmenés à Alger. Cervantès fut attribué comme esclave au renégat Dali Mamí, marin aux ordres d'Arnaute. Il fit le récit de sa mésaventure dans L'Espagnole anglaise, qui fait partie des Nouvelles exemplaires.
Miguel, porteur de lettres de recommandations de la part de don Juan d'Autriche et du Duc de Sessa fut considéré par ses geôliers comme quelqu'un de très important et de qui ils pourraient obtenir une forte rançon. C'était, selon l'expression de l'époque un « esclave de rachat » pour lequel on demanda cinq cents écus d'or de rançon.
Les sources permettant de retracer la captivité de Cervantes sont des écrits autobiographiques : ses comédies Los tratos de Argel, Los baños de Argel («Les bagnes d'Alger») et Le Récit du Captif inclus dans la première partie de Don Quichotte, aux chapitres 39 à 41. Le livre du frère Diego de Haedo, Topographie et histoire générale d'Alger (1612), qui offre des informations importantes sur la captivité de Cervantès, a été donné pour une source « indépendante ». Cependant, l'attribution de cette œuvre à Diego de Haedo est erronée, chose que lui-même reconnut en son temps. Selon Emilio Sola, Antonio de Sosa, bénédictin et compagnon de captivité de Cervantès, a coécrit cet ouvrage avec son ami. En conséquence, le livre de Diego de Haedo n'est pas une confirmation indépendante de la vie de Cervantès à Alger, mais un écrit de plus de la part de Cervantès et qui porte aux nues son héroïsme.
Le récit de sa captivité est épique. Pendant ses cinq ans d'emprisonnement, Cervantes, d'esprit fort et motivé, essaya de s'échapper à quatre occasions. Pour éviter des représailles sur ses compagnons de captivité, il assuma la totale responsabilité de ces tentatives devant ses ennemis et préféra la torture à la délation. Il n'a cependant pas été exécuté, peut-être pour des raisons politiques.

#### Première tentative
La première tentative de fuite fut un échec, car le complice maure qui devait conduire Cervantès et ses compagnons à Oran les abandonna dès le premier jour. Les prisonniers durent retourner à Alger, où ils furent enfermés et mieux gardés. En butte à de dures représailles, Cervantès fut alors employé aux carrières et aux fortifications du port. Il devint ensuite jardinier sous les murs de Bab El Oued pour son maître Hassan.[réf. nécessaire]
L'écrivain relate en partie ce dernier épisode dans L'Amant libéral inclus dans le tome I de Nouvelles espagnoles.
Cependant, la mère de Cervantes avait réussi à réunir une certaine quantité de ducats, avec l'espoir de pouvoir sauver ses deux fils. En 1577, après avoir traité avec les geôliers, la quantité de ducats se révéla insuffisante pour libérer les deux frères. Miguel préféra que ce soit son frère qui fût libéré. Rodrigo rentra alors en Espagne en possession d'un plan élaboré par Miguel pour se libérer, lui et ses quatorze ou quinze autres compagnons.

#### Deuxième tentative

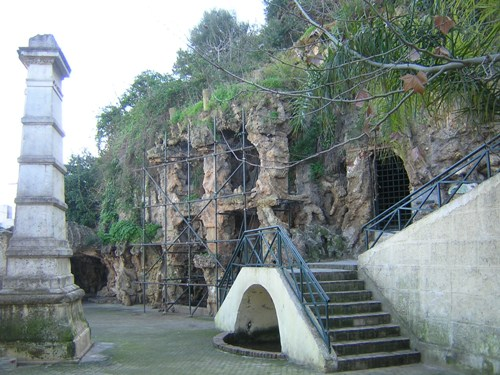
Grotte de Cervantes, dans les hauteurs de l'actuelle commune de Belouizdad à Alger.

Cervantes s'associa au renégat El Dorador (le Doreur) pour une deuxième évasion. Le plan prévoyait que Cervantès se cachât avec les autres prisonniers dans une grotte, en attendant une galère espagnole qui viendrait les récupérer. La galère, effectivement, vint et tenta de s'approcher deux fois de la plage ; mais finalement elle fut capturée à son tour. Le traître El Dorador dénonça les chrétiens cachés dans la grotte. Cervantes se déclara alors seul responsable de l'organisation, de l'évasion et d'avoir convaincu ses compagnons de le suivre. Le vice-roi d'Alger, Hassan Vénéziano, le racheta à son maître pour une somme de cinq cents écus d'or.
Dans le quartier algérois de Belouizdad, la « grotte de Cervantes » est réputée avoir été la cache de Cervantès et ses compagnons.

#### Troisième tentative
La troisième tentative fut conçue par Cervantes dans le but de joindre par la terre Oran, alors sous domination espagnole. Il envoya là-bas un Maure avec des lettres pour Martín de Córdoba y Velasco, général de cette place, en lui expliquant la situation et lui demandant des guides.
Le messager fut pris. Les lettres découvertes dénonçaient Miguel de Cervantes et montraient qu'il avait tout monté. Il fut condamné à recevoir deux mille coups de bâtons, mais la condamnation ne fut pas appliquée car de nombreuses personnes intercédèrent en sa faveur.

#### Quatrième tentative
La dernière tentative de fuite se produisit en 1579 avec la complicité du renégat Giron et à l'aide d'une importante somme d'argent que lui donna un marchand valencien de passage à Alger, Onofre Exarque. Cervantès acheta une frégate capable de transporter soixante captifs chrétiens.
Alors que l'évasion était sur le point de réussir, l'un des prisonniers, l'ancien dominicain le docteur Juan Blanco de Paz, révéla tout le plan à Azán Bajá,. Comme récompense, le traître reçut un écu et une jarre de graisse. Cervantès fut repris et condamné à cinq mois de réclusion dans le bagne du vice-roi. Azán Bajá transféra alors Cervantès dans une prison plus sûre, au sein de son palais. Il décida par la suite de l'emmener à Constantinople, d'où la fuite deviendrait une entreprise quasi impossible à réaliser. Une fois encore, Cervantès assuma toute la responsabilité.

#### Libération
En mai 1580, deux frères Trinitaires, Antonio de la Bella et Juan Gil, arrivèrent à Alger. Leur Ordre tentait de libérer des captifs, y compris en se proposant eux-mêmes comme monnaie d'échange. Cinq cents captifs furent libérés par leur entremise. Les sources divergent sur les modalités d'obtention des fonds. Certaines biographies avancent que la famille fortunée de Cervantès paya sa rançon. Pour une autre source, Fray Jorge de Olivarès de l'ordre de la Merci resta en otage contre sept mille autres prisonniers. Enfin, pour d'autres biographes, les frères Antonio de la Bella et Juan Gil ne disposaient que de trois cents écus pour faire libérer Cervantès, dont on exigeait cinq cents pour la rançon. Frère Juan Gil collecta la somme qui manquait parmi les marchands chrétiens. Finalement, au moment où Cervantès était monté dans le vaisseau d'Azán Bajá qui retournait à Constantinople avec tous ses esclaves, l'écrivain fut libéré le 19 septembre 1580 par un acte de rachat passé devant le notaire Pedro de Ribera, et il s'embarqua le 24 octobre 1580 en route pour Denia, d'où il gagna Valence en cherchant à gagner sa vie.

### Retour en Espagne

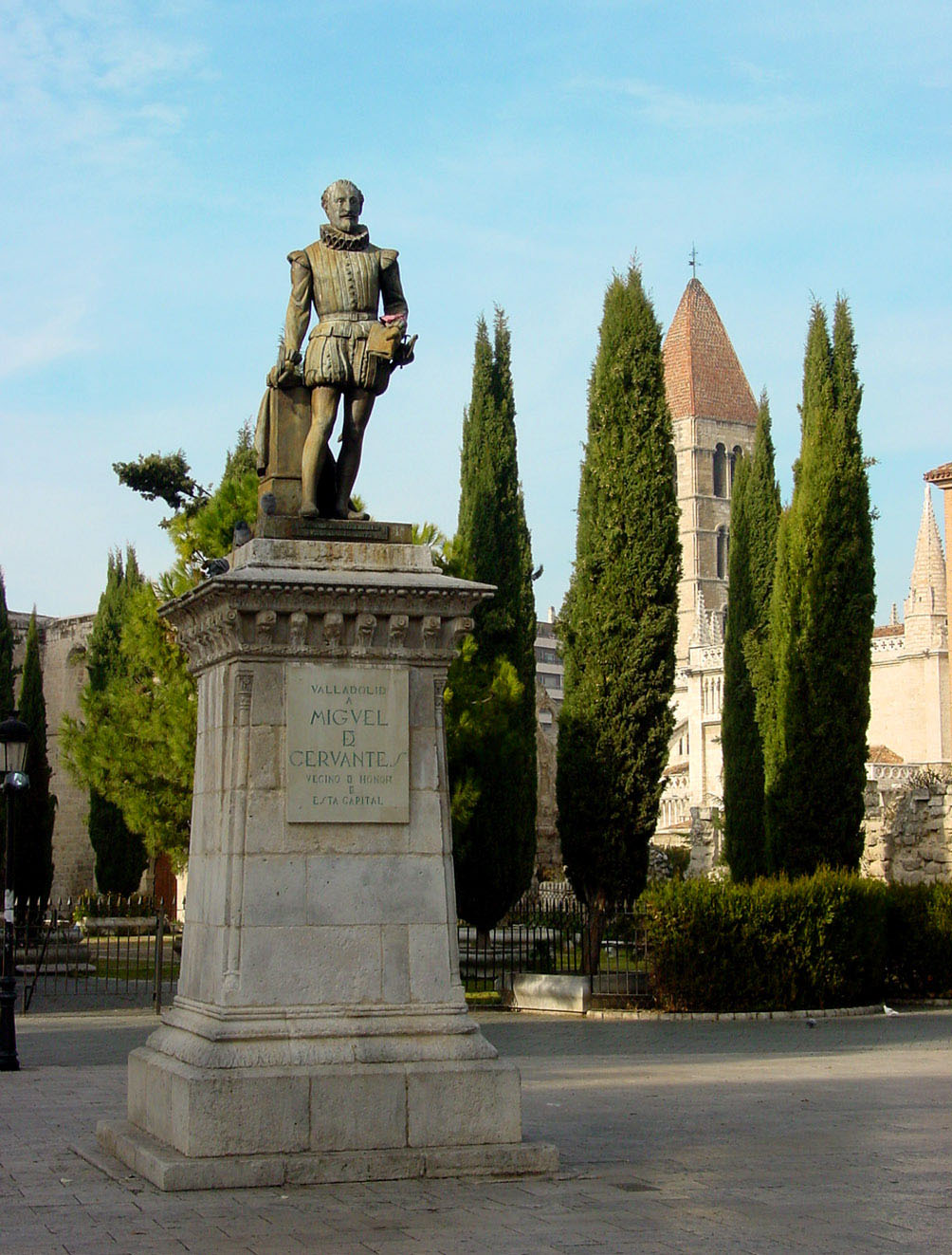
Statue de Cervantes sur la place de l'Université, à Valladolid

Le 24 octobre, il revint enfin en Espagne avec d'autres captifs sauvés également. Il arriva à Dénia, d'où il partit pour Valence. Vers novembre ou décembre, il retrouva sa famille à Madrid. C'est à ce moment-là qu'il commença à écrire Le Siège de Numance, de 1581 à 1583.
Il est probable que La Galatea fut écrite entre 1581 et 1583 ; c'est sa première œuvre littéraire remarquable. Elle fut publiée à Alcalá de Henares en 1585. Jusqu'alors il n'avait publié que quelques articles dans des œuvres d'autrui ou des recueils, qui réunissaient les productions de divers poètes.
La Galatea est divisée en six livres, mais seule la « première partie » fut écrite. Cervantes promit de donner une suite à l'œuvre ; elle ne fut pourtant jamais imprimée. Non sans autodérision, Cervantes place dans la bouche de l'un des personnages de Don Quichotte ce commentaire sur La Galatée :

« Il y a bien des années, reprit le curé [Pedro Perez], que ce Cervantes est de mes amis, et je sais qu'il est plus versé dans la connaissance des infortunes que dans celle de la poésie. Son livre ne manque pas d'heureuse invention, mais il propose et ne conclut rien. Attendons la seconde partie qu'il promet ; peut-être qu'en se corrigeant, il obtiendra tout à fait la miséricorde qu'on lui refuse aujourd'hui. »

— Cervantes
Dans le prologue de la Galatée, l'œuvre est qualifiée d'« églogue » et l'auteur insiste sur l'affection qu'il a toujours eue pour la poésie. C'est un roman pastoral, genre littéraire déjà publié en Espagne dans la Diana de Jorge de Montemayor. On peut encore y deviner les lectures qu'il a pu avoir quand il était soldat en Italie.
De retour à Madrid, il eut une aventure avec la femme d'un aubergiste qui lui donna une fille naturelle, Isabelle, en octobre 1584. Deux mois plus tard, le 12 décembre 1584, Miguel de Cervantes se maria avec Catalina de Salazar y Palacios dans le village d'Esquivias près de Tolède où le couple déménagea. Catalina était une jeune fille qui n'avait pas vingt ans et qui lui apporta une dot modeste. Après deux ans de mariage, Cervantes entreprit de grands voyages à travers l'Andalousie. En 1587, il était à Séville, séparé de sa femme, sans que les raisons de leur séparation ne fussent claires. Cervantes ne parla jamais de son épouse dans ses textes autobiographiques, bien qu'il fût le premier à avoir abordé le thème du divorce dans son intermède Le juge des divorces et alors que cette procédure était impossible dans un pays catholique. Il conclut ce texte par : 

« mieux vaut la pire entente

que le meilleur divorce »

### Dernières années

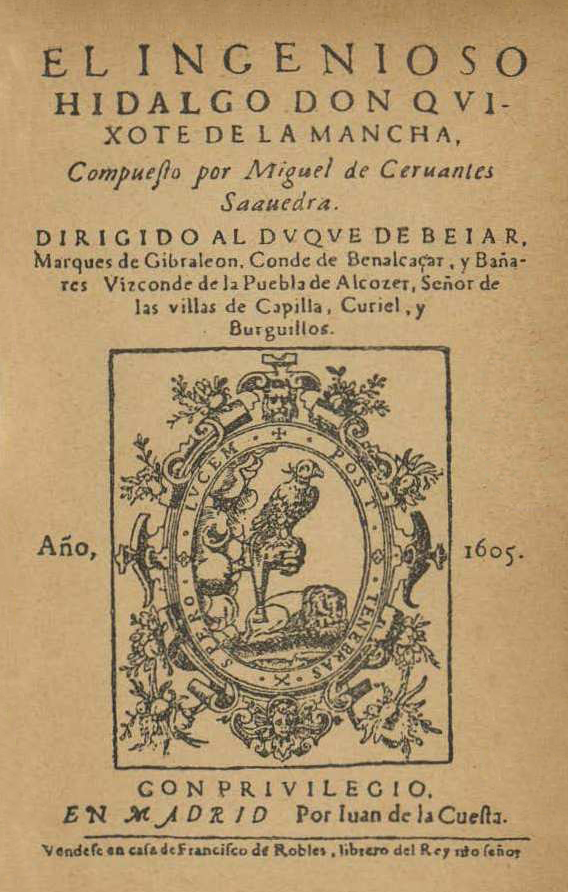
Première édition du Don Quichotte (1605)

Nommé commissaire aux vivres par le roi Philippe II lors de la préparation de l'attaque espagnole de l'Invincible Armada contre l'Angleterre, Cervantès séjourna à Séville entre 1585 et 1589. Il parcourut à nouveau le chemin entre Madrid et l'Andalousie, qui traverse la Castille et la Manche. Ce voyage est raconté dans Rinconete et Cortadillo. Mais, en 1589, il fut accusé d'exactions, arrêté et excommunié. L'affaire le mettait aux prises avec le doyen et le chapitre de Séville. Au cours de ses réquisitions à Écija, Cervantès aurait détourné des biens de l'Église. Un peu plus tard, en 1592, le commissaire aux vivres fut arrêté de nouveau à Castro del Río, dans la province de Cordoue pour vente illicite de blé. Il fut de nouveau emprisonné pour une courte période et accepta un emploi à Madrid : il fut affecté au recensement des impôts dans la région de Grenade.
C'est vers cette époque qu'il commença à rédiger Don Quichotte. Il eut l'idée du personnage probablement dans la prison de Séville, peut-être dans celle de Castro del Río. En tout cas, selon ses dires, « dans une prison, où toute incommodité a son siège, où tout bruit sinistre a son siège, où tout bruit lugubre fait sa demeure,. »
La malchance poursuivit l'écrivain qui avait déposé ses avoirs chez le banquier portugais Simon Freyre, lequel fit faillite. Cervantès se retrouva de nouveau en prison à Séville de septembre à décembre 1597 où il retourna encore en 1602 et 1603.
En 1601, le roi Philippe III s'établit avec sa cour à Valladolid qui devint pour un temps la capitale de l'Espagne. Cervantès s'y installa en 1604 dans une maison près de l'hôpital de la résurrection qui lui inspira le décor du Colloque des chiens, et de Scipion et Berganza.
À la fin de 1604, il publia la première partie de ce qui fut son chef-d'œuvre : L'Ingénieux Hidalgo Don Quichotte de la Manche. Le livre fut un succès immédiat. Il y raillait le goût des aventures romanesques et chevaleresques qui dominait en son temps. Cette œuvre marqua la fin du réalisme en tant qu'esthétique littéraire, créa le genre du roman moderne qui eut une très grande influence et constitue sans doute le plus bel exemple de roman picaresque. Cependant en juin de 1605, Don Santiago Gaspar de Espeleta fut assassiné devant la maison de l'écrivain. On accusa Cervantès sur la base d'insinuations des voisins, et sa famille fut mise à l'index. Il fut pourtant reconnu innocent.
De retour à Madrid avec la cour, Cervantes bénéficia de la protection des ducs de Lerma, de Bejar, et de Lemos, ainsi que de celle du cardinal Bernardo de Sandoval, archevêque de Tolède.

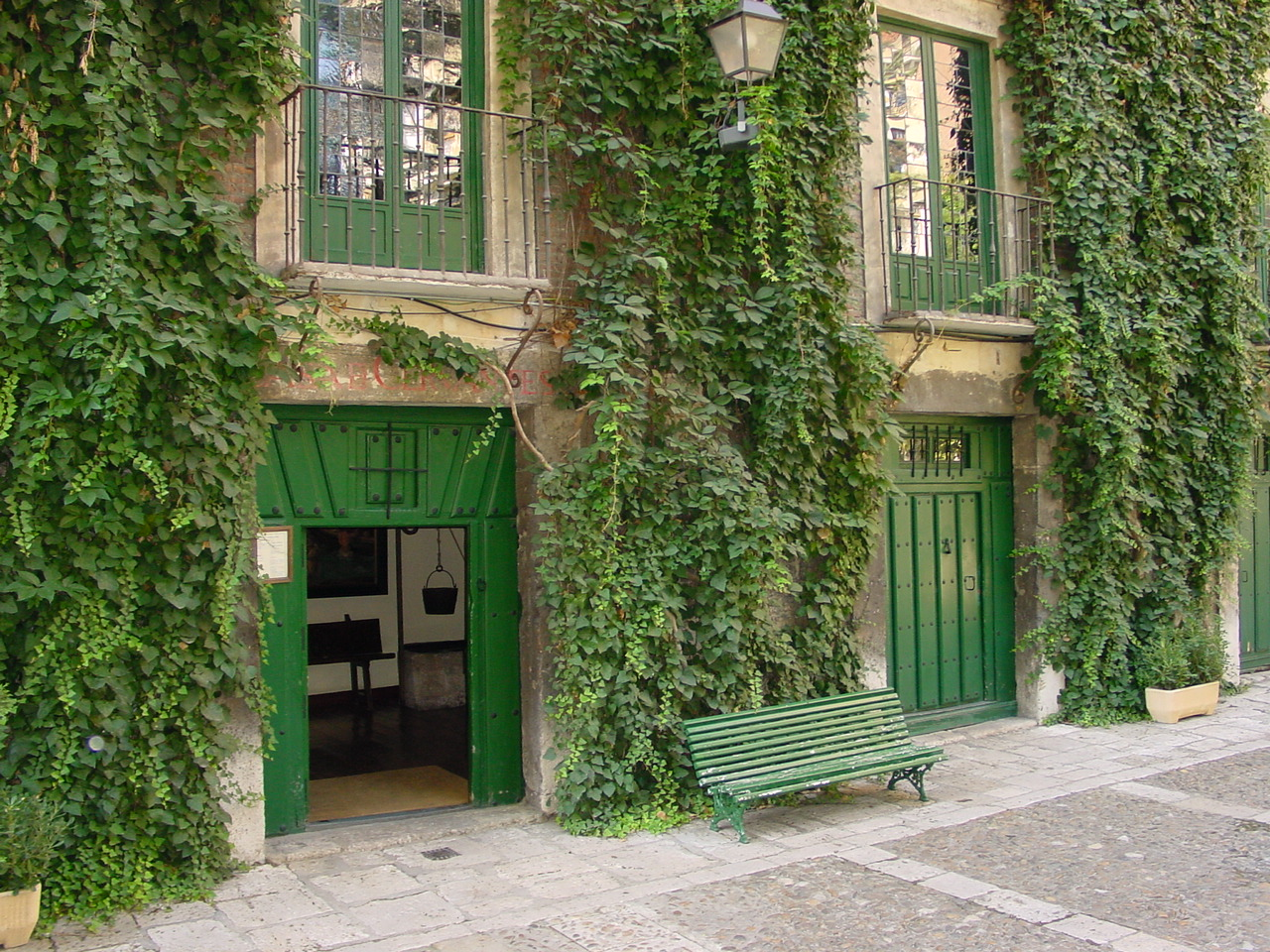
Maison occupée par l'écrivain à Valladolid entre 1604 et 1606 et qui pourrait coïncider avec la publication de la première édition de don Quichotte, en 1605. C'est maintenant un musée.

En 1613 parurent les Nouvelles exemplaires, un ensemble de douze récits brefs, écrits plusieurs années auparavant.  Selon Jean Cassou, ce recueil de nouvelles représente le monument le plus achevé de l'œuvre narrative de Cervantès : « La peinture est sobre, juste ; le style brillant, précis (...) on assiste à la naissance d'une poésie brutale et cependant jamais vulgaire. »
La critique littéraire est une constante dans l'œuvre de Cervantès. Elle apparut dans la Galatea et se poursuivit dans Don Quichotte. Il lui consacra le long poème en tercets enchaînés le Voyage au Parnasse en 1614.
De même, dans Huit comédies et huit intermèdes, recueil de pièces de théâtre publié à Madrid en 1615, que Cervantes qualifie de « nouvelles » (œuvres nouvelles) pour les distinguer de ses œuvres du début, le prologue présente une synthèse du théâtre espagnol depuis les origines jusqu'aux productions de Lope de Rueda et Lope de Vega. Ce recueil réunit toute la production des dernières années de l'auteur.
La seconde partie du Don Quichotte ne parut qu'en janvier 1615 : L'Ingénieux chevalier don Quichotte de la Manche. Cette partie sortit deux ans après la parution d'une suite apocryphe signée d'un mystérieux Alonso Fernández de Avellaneda publiée cours de l'été 1614 à Tarragone, et qui s'intitulait : L'Ingénieux Hidalgo Don Quichotte de la Manche, par le licencié Alonso Fernández de Avellaneda natif de Tordesillas. On n'a jamais pu identifier l'auteur de cette contrefaçon déloyale. On sait qu'Alonso Fernández de Avellaneda est le pseudonyme d'un écrivain espagnol. Les historiens ont émis plusieurs hypothèses quant au personnage qui se cachait derrière ce nom. Il pourrait s'agir de Lope de Vega, de Juan Ruiz de Alarcón y Mendoza, ou de Tirso de Molina. Un groupe d'amis de Lope est également évoqué.
Les deux parties de Don Quichotte forment une œuvre qui donne à Cervantes un statut dans l'histoire de la littérature universelle, aux côtés de Dante, Shakespeare, Rabelais et Goethe comme un auteur incontournable de la littérature occidentale. Balzac lui rendit hommage dans l'avant-propos de La Comédie humaine, où il le cita comme un de ses inspirateurs aux côtés de Goethe et Dante et dans Illusions perdues il qualifie Don Quichotte de sublime :

« Enfin le grand Cervantès, qui avait perdu le bras à la bataille de Lépante en contribuant au gain de cette fameuse journée, appelé vieux et ignoble manchot par les écrivailleurs de son temps, mit, faute de libraire, dix ans d'intervalle entre la première et la seconde partie de son sublime Don Quichotte. »

— Honoré de Balzac
L'étrange inventeur, comme lui-même se nomme dans Le Voyage au Parnasse, mourut à Madrid le 22 avril 1616, en présentant les symptômes du diabète. Il était alors tertiaire de l'Ordre de saint François. Il fut probablement enterré dans le couvent de cet ordre, entre les rues madrilènes Cantarranas et Lope de Vega. C'est là qu'il repose avec son épouse, sa fille et celle de Lope de Vega bien que certaines sources affirment que, Cervantès étant mort pauvre, sa dépouille fut mise en fosse commune, et est aujourd'hui perdue.
Le roman Les Travaux de Persille et Sigismonde parut un an après la mort de l'écrivain ; sa dédicace au comte de Lemos fut signée seulement deux jours avant le décès. Ce roman grec, qui prétend concurrencer le modèle classique grec d'Héliodore, connut quelques éditions supplémentaires à son époque mais il fut oublié et effacé par le triomphe indiscutable du Don Quichotte.

## Œuvres

### Romans

#### Galatée(1584)

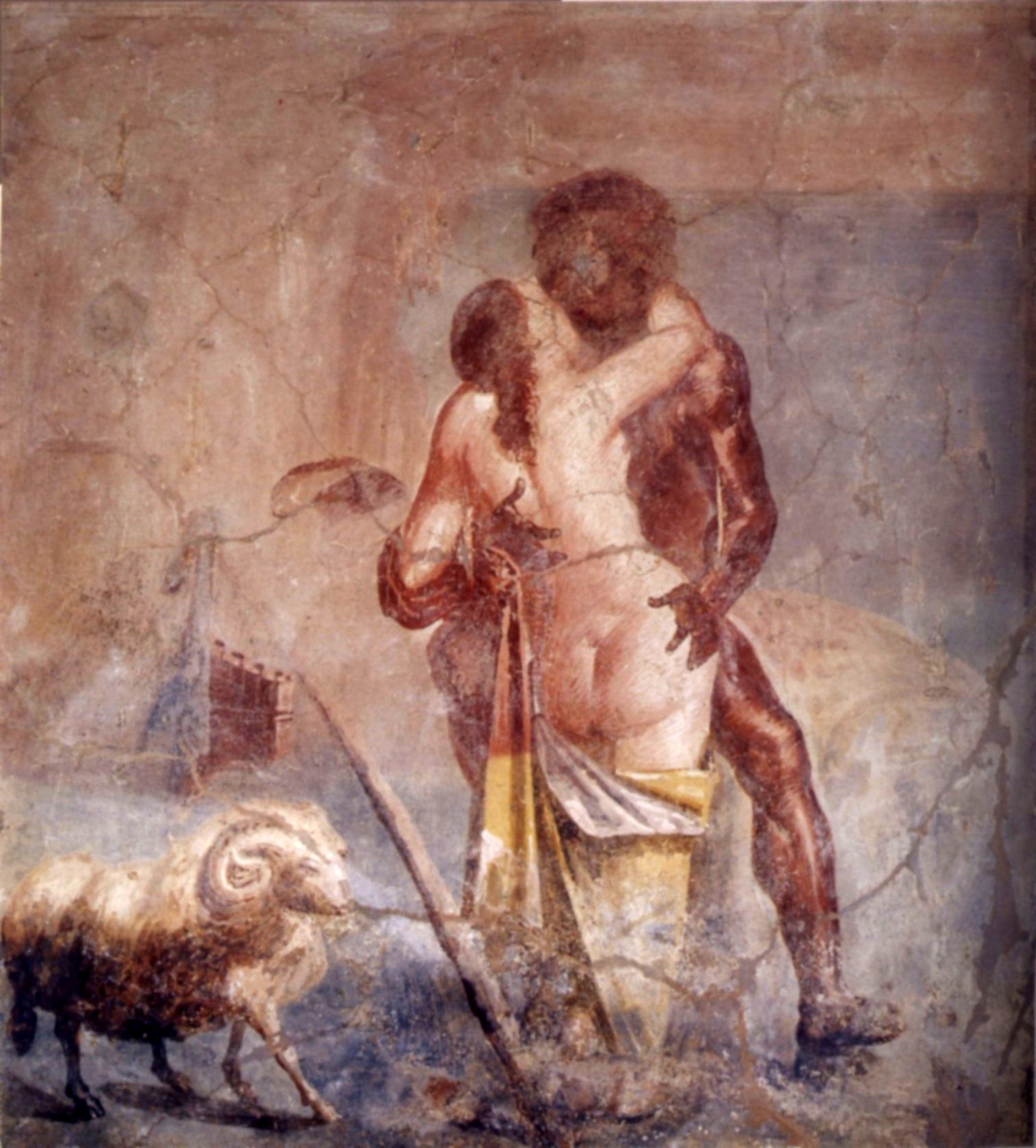
Galatée et Polyphème, fresque romaine de la Maison de la Vieille Chasse à Pompéi, Musée archéologique national de Naples

La Galatée fut écrite en 1584 et publiée l'année suivante à Alcalá de Henares par Blas de Robles sous le titre de Primera parte de La Galatea, dividida en seis libros («Première partie de Galatée, divisée en six livres»). Le livre aurait été commencé durant la détention à Alger et seule la première des six parties annoncées fut rédigée.
Le livre met en scène deux pasteurs amoureux de Galatée alors que celle-ci préfère son indépendance. C'est un roman pastoral, genre alors classique. Le livre permet une lecture à plusieurs niveaux et plusieurs trames s’enchevêtrent. Cette œuvre représente une étape importante pour ce genre initié au milieu du XVIe siècle par Diane de Jorge de Montemayor et par Diane amoureuse de Gil Polo et dont Cervantès se serait inspiré,. Sous la forme d’un roman pastoral, cette œuvre narrative est un prétexte à une étude de la psychologie amoureuse.
Plusieurs années plus tard, dans le Colloque des chiens, Cervantes, anticipant la désuétude de ce genre, moqua le roman pastoral : l'ambiance bucolique, le printemps éternel et les reproches d'un amant à une femme indifférente. Jean Canavaggio affirme cependant qu'il ne s'agit pas seulement d'une œuvre de jeunesse, mais qu'elle « exprime dans un mélange de prose et de vers intercalés, au travers de la recherche d'une impossible harmonie des âmes et des cœurs, le rêve de l'Âge d'Or ».
Cervantes affirma à deux reprises vouloir donner une seconde partie à Galatée, dans Don Quichotte, lors de l'épisode de la bibliothèque de Don Quichotte, et dans Persille et Sigismonde : 

« C’est la Galatée de Miguel de Cervantes, répondit le barbier.
— Il y a bien des années, reprit le curé, que ce Cervantes est un de mes amis, et je sais qu’il est plus versé dans la connaissance des infortunes que dans celle de la poésie. Son livre ne manque pas d’heureuse invention ; mais il propose et ne conclut rien. Attendons la seconde partie qu’il promet ; peut-être qu’en se corrigeant il obtiendra tout à fait la miséricorde qu’on lui refuse aujourd’hui. En attendant, seigneur compère, gardez-le reclus en votre logis. »

— Miguel de Cervantes, L'ingénieux hidalgo Don Quichotte de la Manche, chapitre VI

#### L'ingénieux hidalgo Don Quichotte de la Manche(1605–1615)
El Ingenioso Hidalgo Don Quijote de la Mancha (L'ingénieux hidalgo Don Quichotte de la Manche) est la plus célèbre des œuvres de Cervantes. La première partie fut publiée à Madrid par Juan de la Cuesta en 1605. Le même éditeur imprima la seconde partie, L'ingénieux chevalier Don Quichotte de la Manche, en 1615.

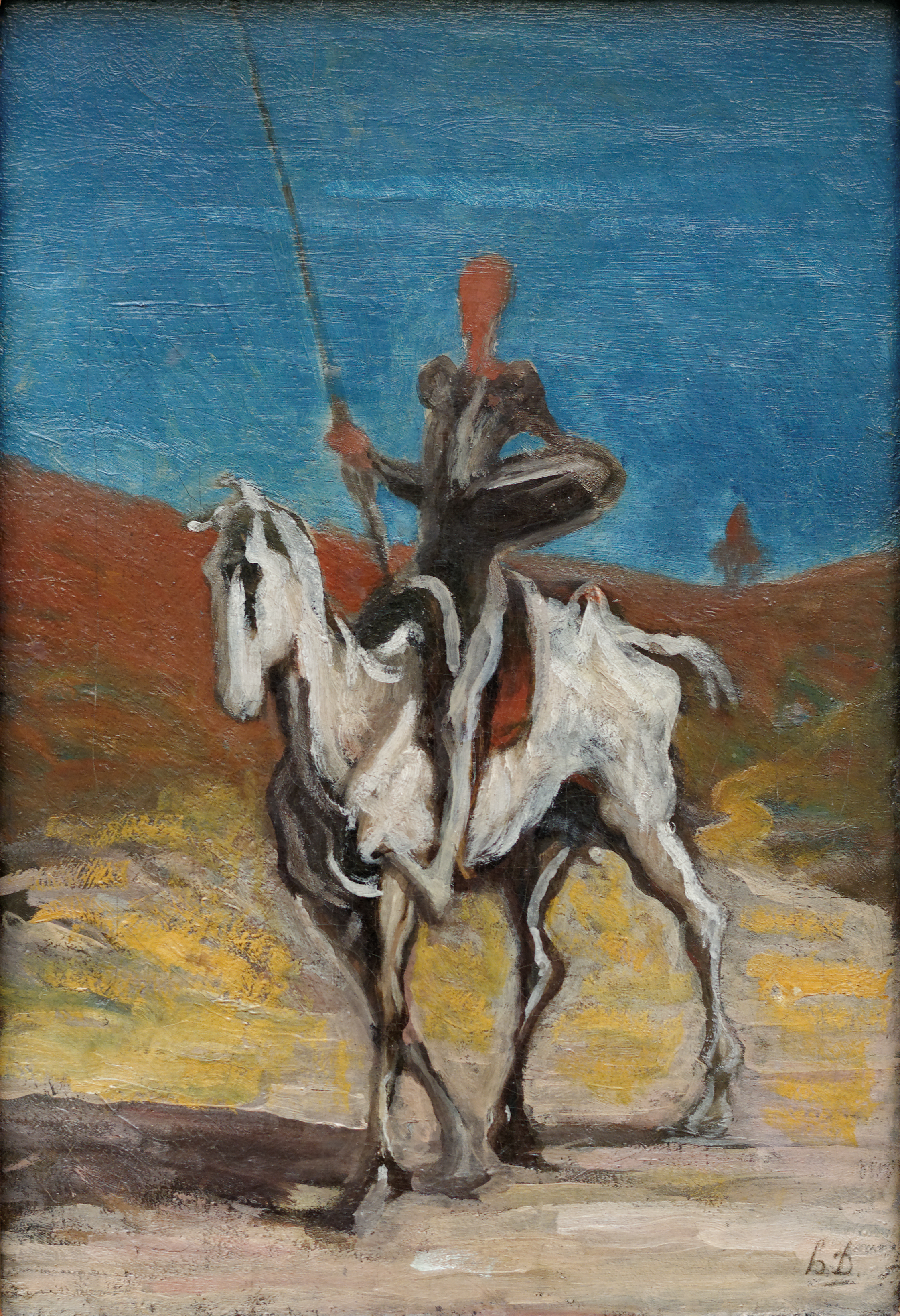
Don Quichotte et Rossinante, Honoré Daumier (vers 1868)

Cervantes y raconte les aventures du pauvre hidalgo Alonso Quichano, vivant dans la Manche et obsédé par les livres de chevalerie. Alors que l'époque des chevaliers est déjà révolue, il prend la décision de devenir le chevalier errant Don Quichotte, et de parcourir l’Espagne pour combattre le mal et protéger les opprimés. Il rencontre de nombreux êtres restés célèbres, Sancho Panza, paysan naïf devenu écuyer ; Rossinante son cheval famélique ; Dulcinée du Toboso, l'élue de son cœur à qui Don Quichotte jure amour et fidélité. Les auberges deviennent des châteaux, les paysannes des princesses, et les moulins à vent des géants. Aussi bien le héros que son serviteur subissent des changements complexes et des évolutions pendant le déroulement du récit.
En parodiant un genre en déclin, comme les romans de chevalerie, Cervantes créa un autre genre extrêmement vivace, le roman polyphonique. Dans ce genre, en jouant avec la fiction, se superposent les points de vue jusqu'à se confondre de manière complexe avec la réalité elle-même. À l'époque, la poésie épique pouvait aussi s'écrire en prose. Après le précédent de Lope de Vega au théâtre, peu respectueux des modèles classiques, Cervantes inscrivit son œuvre dans un 
réalisme annoncé par une longue tradition littéraire espagnole qui avait été commencée avec El Cantar del Mío Cid, pour aller vers ce que certains qualifient déjà de « réalisme magique ». Dès cette époque, le roman investit le réel, et fait reposer l'effort d'imagination sur les lecteurs et l'auteur :

« Heureux, trois fois heureux le siècle où l'intrépide chevalier Don Quichotte de la Manche vint au monde, s'exclame le narrateur,  car […] il nous offre, en ces temps si pauvres en distractions, le plaisir d'écouter non seulement sa belle et véridique histoire, mais les récits et nouvelles qu'elle renferme. »

— Miguel de Cervantes, Don Quichotte de la Manche, chapitre XXVIII
Avec un génie créatif indubitable, il ouvrit de nouveaux chemins à partir de terrains connus qui paraissaient alors des impasses. Il dépassa la nouvelle italienne, court récit, pour créer le premier roman moderne dont l'influence et la renommée éclipsèrent le reste de l’œuvre de l'écrivain. Borges considère Don Quichotte comme « le dernier livre de chevalerie et la première nouvelle psychologique des lettres occidentales ».
Cervantes popularisa ce style en Europe où il eut plus de disciples qu'en Espagne. Le roman réaliste tout entier fut marqué par ce chef-d'œuvre qui servit de modèle à la littérature Européenne postérieure. L'influence de Cervantès - et en particulier du Don Quichotte - dans la littérature universelle est telle que l'espagnol est souvent nommé la « langue de Cervantès ».

#### Nouvelles exemplaires(1613)
Novelas ejemplares (Les Nouvelles exemplaires) sont un ensemble de douze nouvelles inspirées du modèle italien caractérisé par son idéalisme. Elles sont écrites de 1590 à 1612 et publiées en 1613. Cervantes les nomme « exemplaires » parce que c'est le premier exemple en castillan de nouvelles de ce type au caractère didactique et moral inscrit dans la narration. C'est ce qu'il explique dans le prologue du livre :

« C'est à cela que s'est appliqué mon entendement, par-là que m'emmène mon inclinaison, et plus que je ne veux le faire comprendre, et c'est ainsi, que je suis le premier à avoir nouvellé en langue castillane, car la plupart des nombreuses nouvelles qui courent dans cette langue, sont traduites de langues étrangères, et celles-ci sont les miennes propres, non imitées ni appropriées ; mon intelligence et ma plume les engendrèrent, et elles vont grandissantes dans les bras de l'imprimeur. »

— Miguel de Cervantes, Nouvelles exemplaires, Prologue

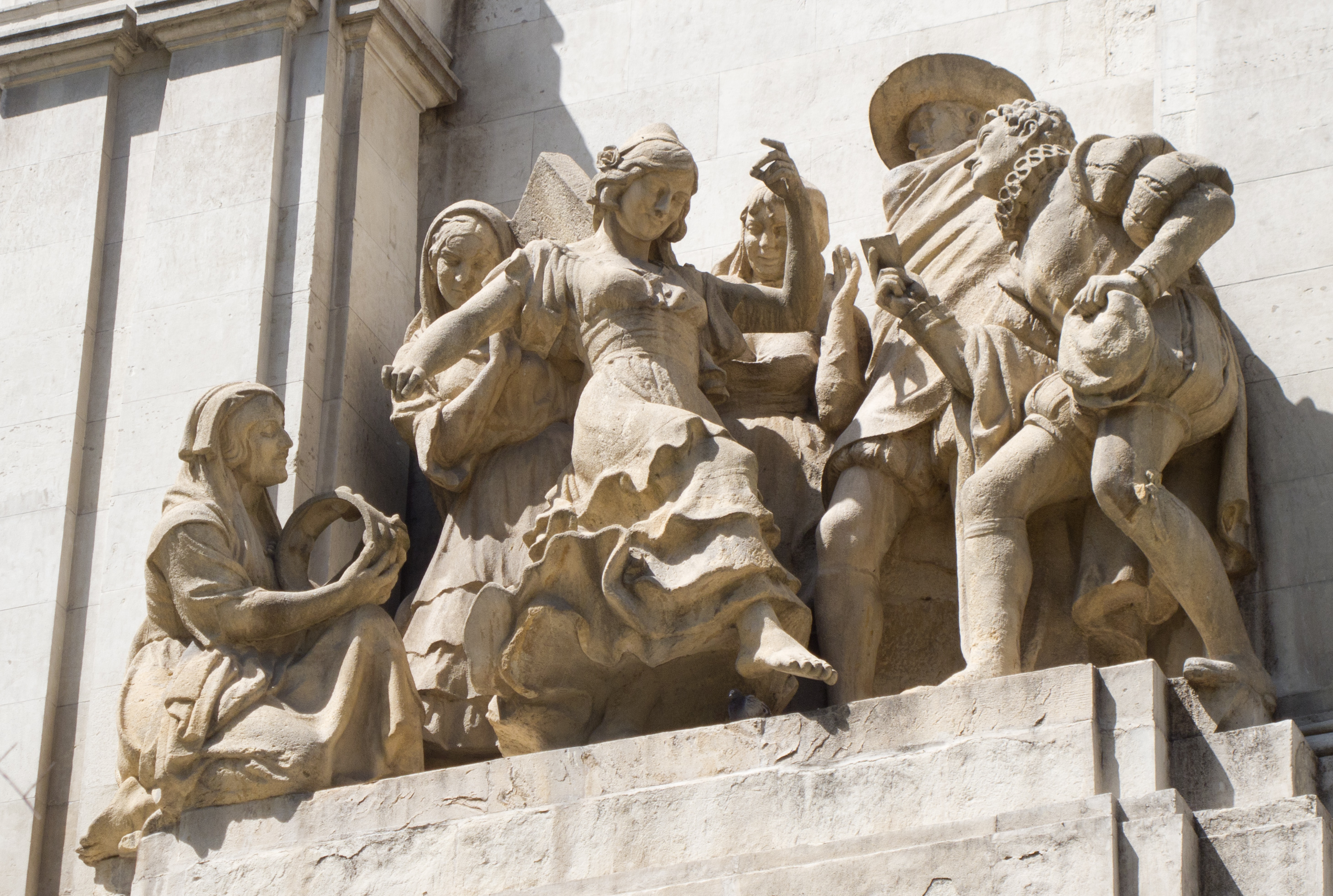
La Petite Gitane (F. Coullaut-Valera, 1960). Détail du monument à Cervantes de la es, à Madrid

C'est un ensemble de douze récits brefs. Son inspiration est originale, et il tente diverses formules narratives comme la satire lucianesque (Le Colloque des chiens), le roman picaresque (Rinconete et Cortadillo), la miscelánea et le mélange de sentences et de mots d'esprits (Le Licencié Vidriera), le roman grec (L'Espagnole anglaise, L'Amant libéral), le roman policier (La Force du sang), la narration constituée sur une anagnorèse (La Petite Gitane), Le Jaloux d'Estrémadure, dont le personnage principal Cañizares est considéré comme une « figure vraiment grande » à l'instar de Don Quichotte et du Licencié de Vidriera. Selon Jean Cassou, ce recueil de nouvelles représente le monument le plus achevé de l'œuvre narrative de Cervantès.
Les nouvelles suivantes complètent le recueil : La Tante supposée (La tía fingida), L'Illustre laveuse de vaisselle (La ilustre fregona), Les Deux Jeunes Filles (Las dos doncellas), Madame Cornelie (La señora Cornelia), Le Mariage trompeur (El casamiento engañoso).

#### Persille et Sigismonde, histoire septentrionale(1617)
Les Travaux de Persille et Sigismonde (Los trabajos de Persiles y Sigismunda, historia septentrional) est la dernière œuvre de Cervantes qui employa les deux dernières années de sa vie à l'écrire sur le patron du roman grec. Il promettait de terminer ce livre au fil de ses œuvres antérieures, dans le prologue des Nouvelles exemplaires, dans le Voyage au Parnasse et dans la dédicace de la seconde partie du Don Quichotte. Cervantes considérait Persille et Sigismonde comme son chef-œuvre. Le livre fut terminé le 20 avril 1616, deux jours avant sa mort et fut publié en 1617.
Au lieu de n'utiliser que deux personnages centraux, Cervantes fait appel à un groupe comme fil conducteur de l'œuvre. Sigismonde, princesse de Frise, prend pour surnom Auristelle et Persille, prince de Thulé, devient Pérandre. Ils partent chercher auprès du Pape la légitimation de leur amour dans des aventures opposant Europe nordique et méditerranéenne. L'histoire a pour décors les brumes nordiques où s'ajoutent des éléments fantastiques et merveilleux qui anticipent le réalisme magique. Danièle Becker voit dans ce roman « un voyage initiatique vers la connaissance du christianisme civilisateur ». D'une certaine manière, Cervantes christianise le modèle original en utilisant le cliché de l’homo viator et en atteignant le point culminant à la fin de l'œuvre avec l'anagnorisis des deux amoureux, à Rome :

« Nos âmes, comme tu le sais bien et comme on me l'a enseigné ici, se meuvent dans un continuel mouvement et ne peuvent s'arrêter sinon en Dieu, ou en leur centre. Dans cette vie les désirs sont infinis et certains s'enchaînent aux autres et forment une maille qui une fois arrive au ciel et une autre plonge en enfer. »

La structure et l'intention de ce roman sont très complexes mais supportent toutefois une interprétation satisfaisante. La dédicace au comte de Lemos date du 19 avril 1616 soit quatre jours avant sa mort. Il cite dans sa préface quelques vers d'une ancienne romance : « Le pied dans l'étrier, en agonie mortelle, Seigneur, je t'écris ce billet. »

### Poésie

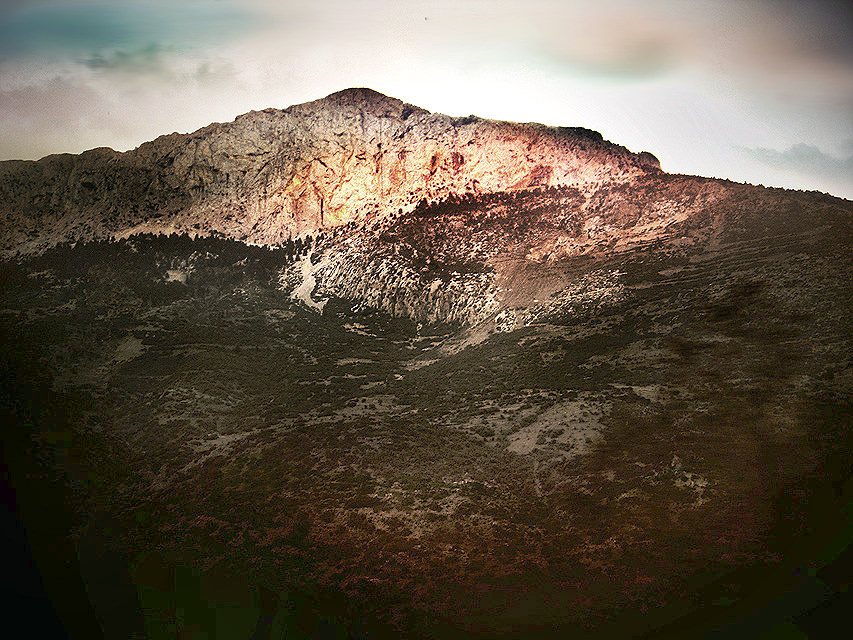
Le mont Parnasse, Delphes

L'essentiel des vers de Cervantes est intégré dans des ouvrages en prose : des nouvelles et des pièces de théâtre. Ce sont des pièces séparées utilisées pour illustrer une circonstance particulière de la pièce de théâtre ou de la romance à laquelle ils appartiennent (enterrement, chant, commémoration, etc.). Cervantes s'inspire de la poésie italienne.
En dehors de ces textes, il existe deux œuvres narratives en vers, le Chant de Caliope, inclus dans Galatée, et le Voyage au Parnasse écrit en 1614 « d'après César Caporal Perusino ». C'est un débat et une réflexion artistique où les écrivains de l'ancienne et de la nouvelle époque font un voyage littéraire au mont Parnasse pour s'y affronter.
La quasi-totalité de ces vers ont été perdus ou n'ont pas été identifiés. Une croyance erronée lui attribue l'invention des vers brisés. Cervantès déclare avoir composé un grand nombre de romances et disait aimer particulièrement l'une d'elles sur la jalousie. Il a participé dans les années 1580 à l'imitation des romances antiques avec d'autres grands poètes contemporains (Lope de Vega, Góngora et Quevedo). Ce mouvement est à l'origine de la « Nouvelle Romance », nommé par opposition à l'« ancienne » romance anonyme du XVe siècle.
Il commence son œuvre poétique par quatre compositions dédiées aux obsèques de la reine Isabelle de Valois. Il écrit par la suite les poèmes A Pedro Padilla, A la muerte de Fernando de Herrera (À la mort de Fernando de Herrera) et A la Austriada de Juan Rufo (À L'Austriade de Juan Rufo). Son trait le plus marquant comme poète est son ton comique et satirique. Ses principales œuvres sont Un fanfaron en spatule et culotte et un sonnet Al túmulo del rey que se hizo en Sevilla dont les derniers vers restent célèbres :
| Espagnol                                                                                            | Français |
| --------------------------------------------------------------------------------------------------- | --- |
| Y luego, encontinente, Caló el chapeo, requirió la espada, miró al soslayo, fuese, y no hubo nada,. | Et après, incontinent, Il enfonça son chapeau, toucha son épée, Regarda de travers, partit, et il ne se passa rien. |

Si l'intérêt littéraire premier de Cervantes va vers la poésie et le théâtre, genre qu'il n'abandonne jamais, il se sent frustré par son incapacité à n'être reconnu ni comme poète ni comme dramaturge. Il s'est efforcé d'être un poète, bien qu'il ait douté de ses capacités. Sa confession dans le Voyage au Parnasse,, peu avant de mourir, est à l'origine de nombreuses polémiques dont il ressort que son œuvre en vers n'est pas à la hauteur de son œuvre narrative :
| Espagnol                                                                                                 | Français |
| --- | --- |
| Yo que siempre trabajo y me desvelo por parecer que tengo de poeta la gracia que no quiso darme el cielo | Moi, qui toujours travaille et suis angoissé pour paraître avoir d'un poète la grâce que le ciel ne m'a pas voulu donner |

La Lettre à Mateo Vázquez ainsi que les livrets en prose El buscapié, Une revendication de Don Quichotte sont des faux écrits par l'érudit du XIXe siècle Adolfo de Castro.

### Théâtre

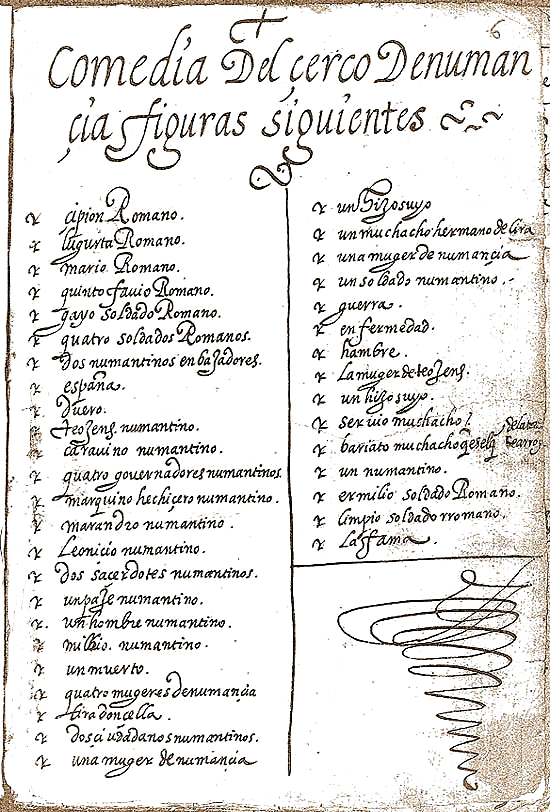
Manuscrit du Siège de Numance

Avec Luis Quiñones de Benavente et Francisco de Quevedo, Cervantès est l'un des principaux dramaturges espagnols, il a apporté une plus grande profondeur des personnages, un humour renouvelé, un meilleur projet et une transcendance du thème. Différentes interconnexions entre le monde théâtral et les narrations de Cervantes existent. Par exemple, le thème initial du « vieux jaloux » apparaît également dans Le Jaloux d'Estrémadure des Nouvelles exemplaires. Le personnage de Sancho Panza est repris dans l’Élection des maires de Daganzo, où le protagoniste est un fin dégustateur de vin, comme l'est l'écuyer de Don Quichotte. Le thème baroque de l'apparence et de la réalité est présent dans Le Retable des merveilles où Cervantès adapte le conte médiéval Le roi est nu de Don Juan Manuel en lui donnant un contenu social.
Le Juge des divorces, comme nombre de ses pièces, est autobiographique par certains de ses aspects. Cervantes arrive à la conclusion que « mieux vaut la pire entente / que le meilleur divorce ». Pour écrire ses intermèdes, Cervantes utilise aussi bien la prose que les vers.
Les pièces importantes du théâtre de Cervantes ont été injustement mal appréciées et peu représentées.

« La verve comique que Cervantes avait montrée dans Don Quichotte, semblait le rendre éminemment propre au théâtre (…) ce fut par là qu'il lança sa carrière littéraire ; mais quoiqu'il y ait eu des succès, il éprouva aussi des mortifications, et son talent dramatique ne fut point alors jugé proportionné à la supériorité qu'il a développée dans d'autres genres. »

Les réticences de Cervantes aux comédies du style de Lope de Vega alors en vogue ne sont probablement pas étrangères à cet état de fait. Les professionnels du spectacle refusent de mettre à leurs affiches les pièces de Cervantes, qu'ils jugent être « des oisivetés de vieux ». Cervantès le confesse dans ses Huit comédies et huit intermèdes : 

« En pensant que les siècles où avaient cours mes louanges duraient encore, je me remis à écrire quelques comédies, mais je ne trouvais plus d'oiseaux dans les nids d'antan ; je veux dire que je ne trouvais plus d'auteur qui me les demandât, bien qu'ils sussent que je les avais, et ainsi, je les enfermais dans un coffre et les condamnais au silence perpétuel »

Il opte par la suite pour se passer de comédiens et publie ses pièces sans les représenter, comme il l'indique le 22 juillet 1614 dans son supplément au Parnasse.
Le Siège de Numance est la plus aboutie des imitations de tragédies classiques en espagnol et a cependant reçu un bon accueil. La mise en scène du patriotisme, du sacrifice collectif face au général Scipion l'Africain, de la faim comme souffrance existentielle et les prophéties d'un avenir glorieux à l'Espagne ont sans doute joué un rôle dans cette reconnaissance bien que d'autres pièces oubliées mettent également en valeur ce patriotisme, comme La Conquête de Jérusalem récemment redécouverte.
De ses autres pièces, beaucoup font référence à sa captivité à Alger. Cervantes a réuni ses œuvres non représentées dans Huit comédies et huit intermèdes jamais représentés. Ce recueil de pièces de théâtre est publié à Madrid en 1615 à titre posthume. Il réunit toute la production des dernières années de l'auteur. Des œuvres manuscrites sont également conservées : La Vie à Alger, Le Gaillard espagnol, La Grande Sultane, Les Bagnes d'Alger.
La majorité des pièces sont aujourd'hui perdues. Seules restent Le Siège de Numance et La Vie à Alger. On attribue également à Cervantes : Les Deux bavards, La Prison de Séville, L'Hôpital des pourris, L'Intermède de romances. Son théâtre a été traduit pour la première fois en 1862 par Alphonse Royer. Le Voyage au Parnasse a été traduit par Joseph-Michel Guardia en 1864.

### Œuvres perdues et attribuées

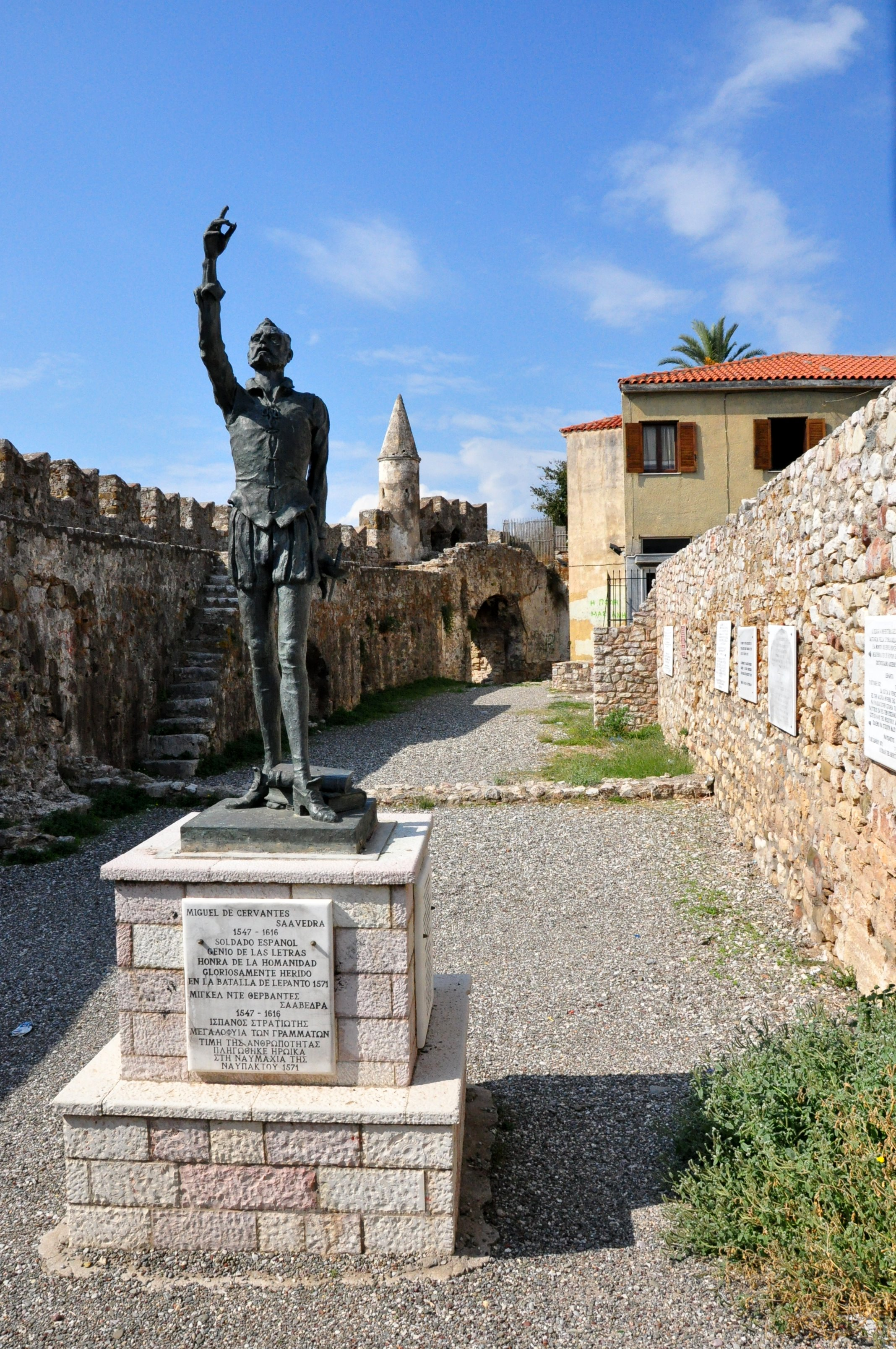
Statue à Cervantes à Naupacte, Grèce, où s'est déroulée la bataille de Lepante

Cervantès mentionne diverses œuvres en cours de rédaction ou qu'il pensait écrire. Parmi eux, se trouvent la deuxième partie de Galatée, Le Fameux Bernardo (probablement un livre de chevalerie autour de Bernardo del Carpio) et Les Semaines du jardin. Il est également possible qu'il ait pensé écrire une suite à Belianis de Grèce.
Cervantès cite des pièces de théâtre qui ont été représentées mais qui sont aujourd'hui perdues. C'est le cas de La Grande Turque, La Bataille navale, Jérusalem, Amaranta ou celle de mai, Le Bois amoureux, L'Unique, La Bizarre Arsinda et La Confuse. Cette dernière figure au répertoire de Juan Acacio jusqu'en 1627. Cervantès cite également une comédie : Le Traité de Constantinople et la mort de Sélim.
Plusieurs œuvres nous sont parvenues et sont attribuées à Cervantès, sans avoir de preuve définitive. Parmi les plus connues, se trouve La Tante supposée dont la narration et le style la rapprochent des Nouvelles exemplaires. Le Dialogue entre Cilène et Sélane sur la vie paysanne est également attribué à Cervantès et on suppose qu'il s'agit d'un fragment d'une pièce perdue : Les Semaines du jardin'.
La Topographie et histoire générale d'Alger constitue un cas particulier. Cette œuvre est éditée en 1612 à Valladolid, et on sait que le signataire, frère Diego de Haedo abbé de Fromista, n'en est pas l'auteur. Le livre a été écrit par un ami de Cervantès, le religieux portugais Antonio de Sosa alors qu'ils étaient ensemble en détention à Alger, entre 1577 et 1581. Ainsi, Sosa a été le premier biographe de Cervantes ; son récit de l’épisode de la grotte où il décrit la seconde tentative d'évasion de l'écrivain figure dans le Dialogue des martyrs d'Alger.
En 1992, l'hispaniste italien Stefano Arata publie le texte d'un manuscrit d'une pièce de théâtre : La Conquête de Jérusalem par Godofre de Bullon. Dans l'article qu'Arata publie en même temps que la pièce, il affirme avoir retrouvé la pièce Jérusalem de Cervantès. D'autres études sont publiées en 1997 puis en 2010 et concluent dans le même sens. Depuis, la pièce est effectivement attribuée à l'écrivain espagnol. Les éditions Catedra Letras Hispanas en font une première publication critique en 2009 avec la mention Œuvre attribuée à Cervantès.

## Postérité

### Hommages et institutions
Signe de la place emblématique que Cervantes occupe dans la culture espagnole et hispanophone, l'espagnol est couramment désigné par la périphrase « langue de Cervantès », au même titre que, par exemple, l’allemand est « langue de Goethe », l’anglais « langue de Shakespeare », le français « langue de Molière » et l’italien « langue de Dante ».
De nombreux prix, sculptures, bâtiments et institutions gardent la mémoire de Cervantes. Cinq « maisons de Cervantès » peuvent se visiter à Valladolid (Casa de Cervantes), à Madrid, à Vélez-Málaga et à Cartagène. À Alger, la grotte de Cervantes où il a trouvé refuge lors d'une de ses tentatives d'évasion fait aujourd'hui partie d'un jardin public.
Le plus important des prix de littérature en castillan est le prix Miguel de Cervantes. Le trophée Cervantès est, en football, un tournoi amical qui se déroule dans sa ville de naissance, Alcalá de Henares.
L'Institut Cervantes assure la promotion et l'enseignement de la langue espagnole de par le monde. Il existe au moins quatorze théâtres à son nom dans cinq pays différents. Onze sont en Espagne (Almería, Malaga, Alcalá de Henares, Santa Eulalia (Alicante) (es), Béjar, Salamanque, Jaén, Murcia, Petrel, Ségovie, Valladolid), les autres sont au Mexique (México, Guanajuato), au Maroc (Tanger), au Chili (Putaendo) et en Argentine (Buenos Aires).

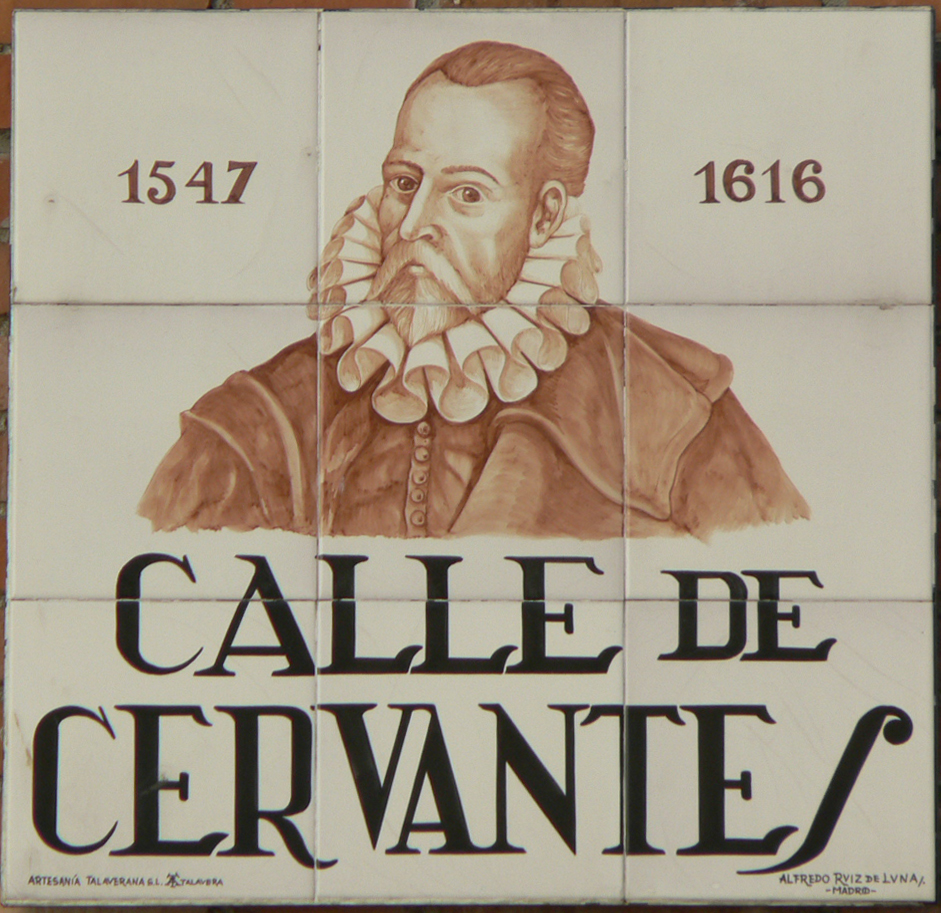
Rue Cervantes, à Madrid.

De nombreux monuments en hommage à Cervantes ont été érigés dans toute l'Espagne. Son village, Alcalá de Henares, accueille une statue sur la place Cervantès. Madrid lui dédie divers monuments : un ensemble monumental sur la place d'Espagne, une sculpture sur la place des Cortes et une autre à la Bibliothèque nationale d'Espagne et enfin une dernière sur la place où a eu lieu son enterrement. Valladolid accueille une autre statue de l'écrivain.
De nombreux instituts, dans divers domaines, ont pris le nom de l'écrivain. On compte parmi eux des collèges et lycées dans de nombreux pays, des facultés de lettres, des bibliothèques, des cinémas Art et Essai, une revue littéraire (qui édite de 1916 à 1920) et un centre médical dans sa ville de naissance. De très nombreuses villes de par le monde ont nommé des rues, places ou avenues d'après l'auteur du Don Quichotte. La « Semaine Cervantès » est une fête célébrée dans diverses villes espagnoles alors que le « festival Cervantès » est organisé chaque année par l'État mexicain de Guanajuato.
Trois navires ont été baptisés de son nom : un destroyer argentin (1925-1961), un croiseur espagnol (1929-1964) et une brigantine construite en 1885 et utilisée aujourd'hui comme navire-école.
Depuis 1999, les pièces en euro de l'Espagne de 10, 20 et 50 centimes sont dédiées à Cervantès dont le portrait est affiché sur l'avers.

### Œuvres inspirées par le personnage
La Jeunesse de Cervantès, œuvre musicale pour orchestre réduit, composée par Paul Ladmirault.
Son visage, d'après le portrait présumé de Juan de Jaúregui, figure sur les pièces de 10, 20 et 50 centimes d'euro espagnoles.
Plus récemment, un roman ayant pour sujet l'épisode de la vie de Cervantès chez les barbaresques a été publié par Olivier Weber.

### Œuvres inspirées de son théâtre
Le Siège de Numance (El Cerco de Numancia), tragédie en quatre actes et en vers écrite à Madrid entre 1581 et 1583, imprimée seulement en 1784. Elle a donné lieu à de nombreuses imitations. Lope de Vega en a tiré La Sainte Ligue en 1600, Francisco Mosquera de Barnuevo en a fait un poème La Numancia ou La Numantina en 1612 dans lequel pas une fois il ne fait référence à son illustre prédécesseur. Rolas Zorrilla l'a reproduite dans deux comédies : Numancia cercada et Numancia destruida. Une nouvelle imitation de Lopez de Sedano a vu le jour en 1771 : Cerco y ruina de Numancia. En 1775, Ignacio López de Ayala qui a présenté une Numancia destruida. En 1813, Antonio Sabiñón a repris la pièce sous le titre Numancia, tragedia española

### Œuvres inspirées parDon Quichotte
Don Quichotte est le modèle de nombreuses œuvres signées par d'autres auteurs que Cervantes. De son vivant, une première suite apocryphe des aventures de don Quichotte est publiée et est attribuée à Avellaneda. Le célèbre hidalgo est cité également dans de nombreuses œuvres littéraires, musicales, peintures et sculptures.
En 2008, l'artiste québécoise d'origine new-yorkaise Dulcinée Langfelder crée une œuvre inspirée de Don Quichotte : La Complainte de Dulcinée.

### Sa sépulture
Quatre siècles après la mort de l'écrivain, la mairie de Madrid a décidé de financer, en 2014, des recherches à l'aide du géoradar et de la thermographie infrarouge pour retrouver sa dépouille dans le quartier des Lettres (Barrio de las Letras) dans le centre de Madrid, car sa sépulture s'est perdue au fil des ans et des travaux d'agrandissement de l'église des Trinitaires et du couvent attenant,. L'équipe de scientifiques espagnols a commencé ses recherches fin avril,.
Début juin 2014, 4 zones contenant des ossements ont été explorées, ainsi qu'une crypte contenant 33 sépultures. L'équipe de 10 médecins légistes continue les études des ossements trouvés.
Début 2015, l'équipe scientifique constituée de 22 spécialistes (architecte, géomètre, médecin-légiste, anthropologue légiste, expert en identification d'ADN) continue les analyses. Sont particulièrement examinés les restes trouvés dans la crypte et qui pourraient les relier à Cervantès : les os d'un sexagénaire, presque édenté, avec atrophie de la main gauche, à la suite des blessures subies lors de la bataille de Lépante, ainsi que des blessures à la poitrine, à la suite d'impacts d'arquebuse. Le 24 janvier 2015, ont été découverts les restes d'un cercueil, marqué des initiales « MC », qui laisse beaucoup d'espoirs à l'équipe scientifique. Cependant, les chercheurs ont rencontré des difficultés supplémentaires, car ils ont découvert dans les niches beaucoup plus de sépultures que prévu,.
Le 17 mars 2015, les restes de Miguel de Cervantes auraient été identifiés

### Traductions et notes
- (ca)/(es) Cet article est partiellement ou en totalité issu des articles intitulés en catalan « Miguel de Cervantes Saavedra » (voir la liste des auteurs) et en espagnol « Miguel de Cervantes » (voir la liste des auteurs).

1. 1 2  Le 23 avril, souvent cité comme la date de sa mort, est en réalité celle de son enterrement. Cette date a souvent été rapprochée de la date de mort de l'écrivain Shakespeare le 23 avril 1616. Cependant, outre que ce rapprochement nécessite de confondre la date d'enterrement de Cervantes et celle de sa mort, la coïncidence ne fonctionne que si une date est exprimée dans le calendrier julien et l'autre dans le calendrier grégorien, ce qui n'est pas le cas : en effet selon le calendrier grégorien, Shakespeare est mort le 3 mai.
2. ↑  Prononciation en espagnol d'Espagne retranscrite selon la norme API.
3. ↑  Seule la date de baptême est connue (9 octobre). La date de naissance repose sur une hypothèse et les habitudes sociales d'alors.
4. ↑  Cet édifice construit en 1553 fut détruit quatre siècles plus tard, pendant la guerre d'Espagne.
5. ↑  Texte d'origine : se le iban los ojos tras la farándula
6. ↑  Les données restent imprécises. La bibliothèque Cervantès avance l'été 1571 comme date de son enrôlement.
7. ↑  Il y existe autant de lieux que de sources : « au large de Marseille » (pour l'Encyclopædia Britannica, édition de 1911), « presque en vue de Majorque » (Filleau de Saint Martin - Notice de Prosper Mérimée, Histoire de Don Quichotte de la Manche, Paris, 1826, « Notice », iij), de Barcelone, de Palamós, « sur la côte catalane, non loin de Cadaqués » (es) Jean Canavaggio, « Biografía de Miguel de Cervantes Saavedra, § « Lepanto » », sur Biblioteca Virtual Miguel de Cervantes (consulté le 18 février 2021) sont également cités.
8. ↑  Ne pas confondre avec la lettre à Mateo Vasquez, qui est un faux de l'érudit du XIXe siècle Adolfo de Castro.
9. ↑  Cervantès, L'Ingénieux hidalgo Don Quichotte de la Manche, chap. 41. Le nom donné par Don Quichotte est Azan Aga qui suggère Hassan Agha. Il y a cependant incompatibilité dans les dates. Le maître de Cervantès est Hassan Vénéziano comme le confirme H. de Grammont, Histoire d'Alger sous la domination Turque, Paris, 1887, p. 118
10. ↑  Notamment en France, à Rouen et Vernon
11. ↑  Par exemple, l'« Université européenne Miguel de Cervantès »